# بيريميكارب
بيريمي كارب هو مبيد حشرات كارباماتي يستخدم للسيطرة على المن في الخضروات ، و الحبوب ، و محاصيل البستان بواسطة عرقلة نشاط  أستيل كولينستراز. وطور في الأصل بواسطة شركة الصناعات الكيميائية الكبرى المحدودة ، الآن سينجنتا ، في عام 1970م.